# Чеботарёв, Григорий Порфирьевич
Григорий Порфирьевич Чеботарёв (англ. Gregory Tschebotarioff; 27 февраля 1899, Павловск, Санкт-Петербургская губерния — 22 апреля 1985, Холланд, Пенсильвания) — русско-американский инженер, специалист по механике грунтов.

## Биография
Сын офицера-артиллериста, донского казака Порфирия Григорьевича Чеботарёва и Валентины Ивановны Дубягской. В 1910—1912 годах учился в Царскосельской гимназии. В середине 1911—1912 года был принят в Императорское училище правоведения.
В 1916 году после окончания общих классов Училища Правоведения поступил в Михайловское артиллерийское училище. После окончания ускоренного курса обучения был произведён в прапорщики и был причислен к лейб-гвардии Донской казачьей батарее (в этой батарее служил его отец П. Г. Чеботарёв). Прибыл на фронт в феврале 1917. В октябре 1917 получил отпуск и приехал домой в Царское Село.

### Гражданская война
Жена П. Н. Краснова — Лидия Фёдоровна Краснова — была подругой матери Чеботарёва. Во время похода Краснова на Петроград, после того как части Краснова заняли Царское Село, Чеботарёв явился в штаб Краснова и был назначен его личным адъютантом и выполнял эти обязанности последующие несколько дней. Присутствовал при переговорах между Красновым и Дыбенко с Троцким. После неудачного окончания Красновского наступления, Чеботарёв вернулся в свою батарею на Юго-Западный фронт.
После того как донской атаман Каледин в декабре 1917 отозвал все казачьи части на Дон, лейб-гвардии донская батарея погрузилась на поезда в районе Шепетовки и приблизительно через две недели прибыла на Дон в Новочеркасск. Затем батарея была отправлена в район станции Глубокой, где выгрузилась из поездов и расположилась в хуторе Берёзов.
Во время пробольшевистского восстания Подтёлкова Чеботарёв был арестован казаками. Позднее ему удалось бежать и присоединиться к белому отряду Чернецова.
После короткого отпуска Чеботарёв вступил в добровольческий артиллерийский взвод капитана И. Г. Конькова. Будучи наводчиком одного из 3-дюймовых орудий, установленных на ж.-д. платформы, участвовал в боях с красногвардейцами на железнодорожной линии Зверево — Гуково — Провалье — Должанск, а затем, во время отступления белых к Новочеркасску, на линии Зверево — Шахты — Новочеркасск (январь — февраль 1918). Во время оставления белыми Новочеркасска добровольческий отряд Чеботарёва был распущен. Ему удалось спрятаться в Новочеркасске, а потом выехать в Москву и Петроград. В это время он поступил в Петербургский Институт путей сообщения, но учиться там ему не пришлось.
Благодаря хлопотам отца, находившегося на Дону, через посредство украинских властей гетмана Скоропадского, семья Чеботарёвых получила место в одном из «гетманских поездов» уходивших из Петрограда в Киев, а затем приехала на Дон, где в это время установилась власть хорошо знавшего Чеботарёвых атамана Краснова.
Хорошо знавший английский язык Чеботарёв был переводчиком на встречах Краснова с представителями Антанты, прибывшими на Юг России в конце 1918 года. Затем служил во 2-й Донской казачьей батарее. Был отозван с фронта и назначен адъютантом начальника артиллерии Донской Армии барона И. Н. Майделя. Переболел тифом. Был назначен переводчиком Донского кадетского корпуса.

### В эмиграции
Был эвакуирован из Новороссийска с Донским кадетским корпусом на пароходе «Саратов» в Египет. Кадетский корпус был размещён британцами в лагере неподалёку от Исмаилии.
Получив небольшую стипендию от Томаса Виттемора, поступил в Высшую техническую школу в Берлине и в 1925 получил диплом инженера.
Работал инженером в Германии. В 1929—1936 годах работал инженером в Египте. Плохие для строительства грунтовые условия в этой стране обратили его внимание на механику грунтов и проектирование фундаментов зданий. Постепенно он стал крупным специалистом в этой области.
В 1936 году Чеботарёв принял участие в первом международном конгрессе по механике грунтов, проходившем в США и был приглашён на работу в Принстонский университет. В 1937 году переехал в США, где преподавал строительную инженерию в Принстонском университете. Был ассистентом, младшим, а затем полным профессором.
В 1938 году женился на Флоренс Дороти Билл, дочери американского историка и писателя Альфреда Билла.
В 1955—1970 годах работал инженером-консультантом в компании King and Gavaris.
В 1979 году был награждён премией Карла Терцаги.
Скончался 22 апреля 1985 года в городке Холланд (штат Пенсильвания).

## Сочинения
- Tschebotarioff, Gregory P., Russia, My Native Land: A U.S. Engineer Reminisces and Looks at the Present, McGraw-Hill Book Company, 1964.
- Правда о России. — Центрполиграф. 2007.
- Soil Mechanics, Foundations and Earth Structures: an introduction to the theory and practice of design and construction. McGraw Hill 1951.